# Mirosława Maciejewska
Mirosława Maciejewska (ur. 4 kwietnia 1923 w Poznaniu, zm. 26 lutego 2012 tamże) – polska profesor, biochemiczka i fizjolożka zwierząt.

## Życiorys
Urodziła się i kształciła w Poznaniu. W 1952 obroniła pracę magisterską z chemii na Uniwersytecie Poznańskim. W 1953 zatrudniona została na nowo utworzonej Katedrze Biochemii i Fizjologii Zwierząt tej uczelni. Doktoryzowała się w 1961, a habilitowała w 1966 z biochemii zwierząt. W 1979 mianowana profesorem nauk przyrodniczych. W latach 1970–1981 była kierownikiem Katedry Biochemii i Fizjologii Zwierząt oraz wicedyrektorem Instytutu Żywienia Zwierząt i Gospodarki Paszowej. Od 1972 do 1974 była prodziekanem do spraw młodzieży, a od 1990 do 1993 do spraw nauki na Uniwersytecie Przyrodniczym w Poznaniu. W latach 1990–1993 piastowała funkcję członka Komisji Dyscyplinarnej dla Nauczycieli Akademickich w Ministerstwie Szkolnictwa Wyższego.
Zmarła 26 lutego 2012 w Poznaniu i została pochowana na cmentarzu Junikowo w Poznaniu.

## Zainteresowania
Głównymi obszarami zainteresowania były: heterogenność keratyn, regulacja funkcjonowania trzustki endokrynnej i cukrzycy, funkcjonowanie receptorów hormonalnych.

## Osiągnięcia
Współautorka pięciu wydań podręcznika Fizjologia zwierząt. Autorka 50 oryginalnych prac twórczych. Wypromowała 30 magistrów i czterech doktorów. Współtworzyła zręby nauk fizjologicznych na Wydziale Zootechnicznym Wyższej Szkoły Rolniczej w Bydgoszczy. Członkini: Polskiego Towarzystwa Biochemicznego, Polskiego Towarzystwa Fizjologicznego, Poznańskiego Towarzystwa Przyjaciół Nauk.

## Odznaczenia
W 1973 otrzymała Złoty Krzyż Zasługi, w 1980 Krzyż Kawalerski Orderu Odrodzenia Polski, a w 1985 uhonorowana została Medalem KEN.